# Kosmoceras
Kosmoceras (лат.) — вымерший род головоногих моллюсков семейства Kosmoceratidae подкласса аммоноидей.

## Описание
Были распространены в главным образом в Суббореальной области Панбореальной биогеографической надобласти в среднем-позднем келловее (средняя юра). На аммонитах рода Kosmoceras основано зональное расчленение среднего и верхнего подъярусов келловейского яруса.
В большинстве разрезов Европы представители рода Kosmoceras исчезают незадолго до конца келловея. Самые поздние Kosmoceras известны из биогоризонта paucicostatum (зона lamberti верхнего келловея) Северного Кавказа.
Раковины рода Kosmoceras были покрыты шипами, отличающимися у различных видов по форме — от небольших округлых выступов до тонких иглообразных. Однако данные шипы плохо и очень редко сохраняются в ископаемом состоянии.

## Виды
Род включает около 100 видов.
Наиболее часто встречающиеся в окаменелостях виды:
- Kosmoceras aculeatum
- Kosmoceras balticum
- Kosmoceras bizeti
- Kosmoceras fibuliferum
- Kosmoceras geminatum
- Kosmoceras gemmatum
- Kosmoceras grossouvrei
- Kosmoceras interpositum
- Kosmoceras jason
- Kosmoceras lithuanicum
- Kosmoceras obductum
- Kosmoceras phaeinum
- Kosmoceras proniae
- Kosmoceras rowlstonese
- Kosmoceras spinosum
- Kosmoceras subnodatum
- Kosmoceras transitionis
- Kosmoceras weigelti